# 塔耶费山
45°02′22″N 5°55′27″E / 45.03944°N 5.92417°E

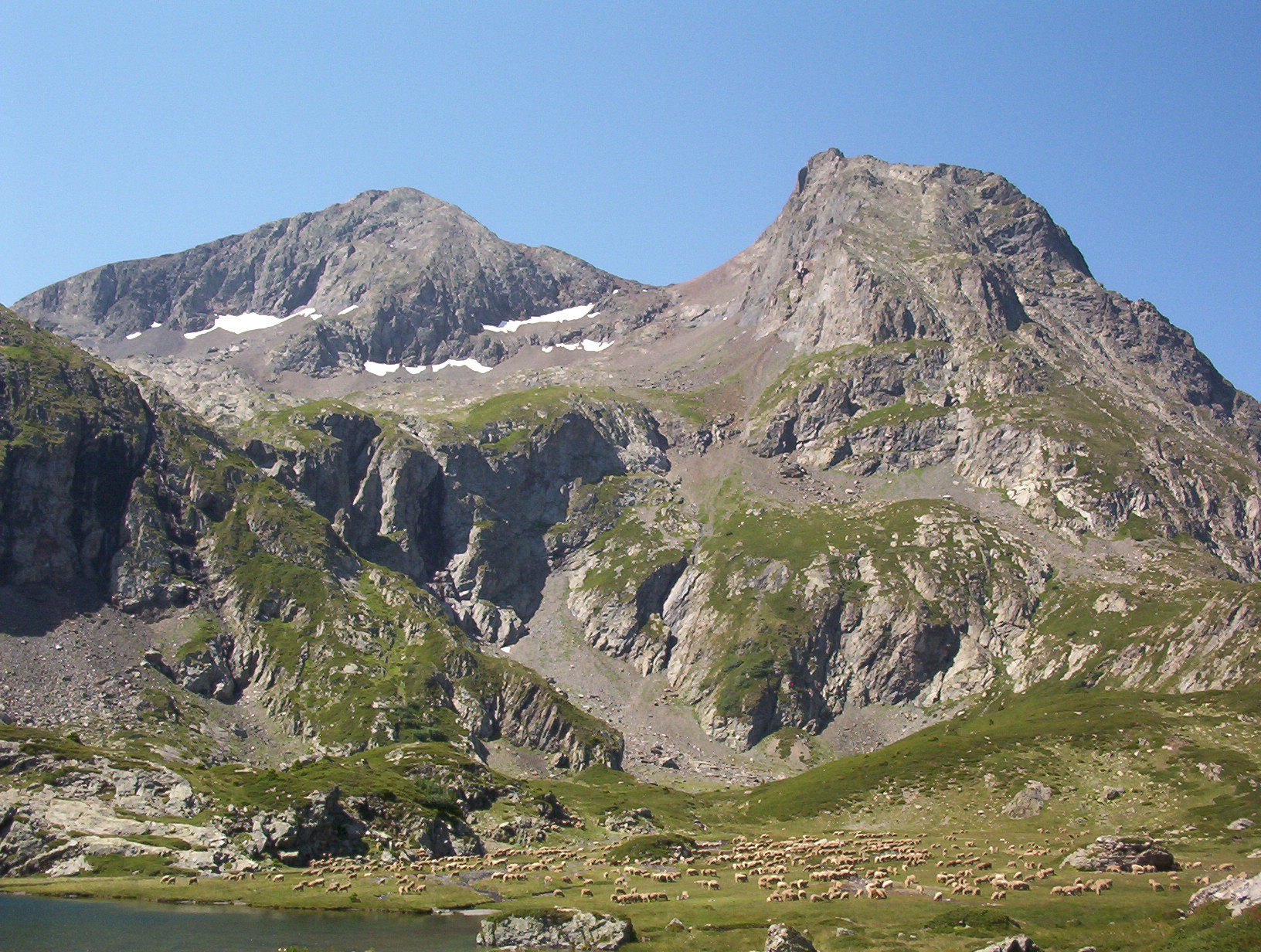

塔耶费山（法語：Taillefer），是法國的山峰，位於該國東南部，由伊澤爾省負責管轄，屬於多菲内前阿尔卑斯山脉的一部分，海拔高度2,857米，每年平均降雨量1,393毫米，人類在1848年首次登頂。